# Waldenströmska gården
Waldenströmska gården är en borgargård i kvarteret Liljan Mindre vid Södra Ågatan 9/Kyrkogatan 16 i Åmål. Byggnaden, som uppfördes omkring 1795, är byggnadsminne sedan den 17 april 1978.

## Historia
Waldenströmska gården byggdes omkring 1795 av sämskmakaren Lars Lindbäck som bodde där med familj, gesäller och lärlingar. Gården består av ett bostadshus i två våningar samt två låga längor, av vilka den utmed Kyrkogatan inrymt saltbod och garveri.
Gården är namngiven efter stads- och regementsläkaren Herman Olof Waldenström (1837–1908), som ägde den under lång tid. Gården är privatägd.

## Beskrivning
Waldenströmska gården ligger i stadsdelen Plantaget i Åmål, och utgörs av ett tvåvånings bostadshus och två gårdsbyggnader. Bostadshuset i trä har klassicerande drag och har långsidan vänd mot parken och Södra Ågatan vid dennas korsning med Kyrkogatan. Den långsmala gårdstomten sträcker sig tvärs över kvarteret mot Norra Långgatan. Gårdsbebyggelsen består av två enklare faluröda träbyggnader. Gården har en timrad länga i en och en halv våning utmed Kyrkogatan som inrymt hantverkslokaler, samt en tvåvånings byggnad som i första hand verkar ha tjänat som magasin. Större delen av den smala gårdsplanen utgörs av en grusad gång som leder upp till huset, ett mindre gräsparti och planteringar finns närmast bostadshuset.
Samtliga byggnader är av timmer och klädda med stående lockpanel. Sadeltaken är täckta med tegel. Bostadshuset är vitmålat, uthusen röda.

### Bostadshus
Bostadshuset är en tvåvånings timmerbyggnad klädd med lockpanel. Fasader mot gatan är målade med oljefärg i beige kulör, med vita klassicerande detaljer i form av knutlådor och takfotslister under ett flackt tegeltäckt sadeltak. Byggnadens långsida har sex fönsteraxlar, fönstren är målade i rödbrun kulör med vita omfattningar. Bottenvåningen har låga tvåluftsfönster med endast två rutor per båge, övervåningen har högre korspostfönster. Huset står på en granitsockel och trappsteg av sten leder upp till ytterdörren, som är en parspegeldörr i mörkt träslag med överljusfönster. Gårdsfasaden har bibehållit en traditionellt enklare karaktär med faluröd lockpanel och vita fönster. En inbyggd veranda som skjuter ut från övervåningen är likaledes rödfärgad. Verandan bärs upp av ett enkelt klassicerande arrangemang av en vitmålad "arkitrav" av trä dekorerad med en taklist buren av pilasterliknande trästolpar med kapitäl.
Från gatan når man en farstu med vitmålad klassicistisk inredning i form av väggfält med boasering nedtill och dekorationsmålade övre fält, avdelade med kannelerade pilastrar som bär en taklist med tandsnittsfris. En pardörr och en enkeldörr placerade i husets mittaxel leder dels till bostaden som upptar övervåningen och halva bottenvåningen, dels till en läkarpraktik på bottenvåningen. Båda är spegeldörrar med mönsterglas i de övre fyllningarna.
Bostaden når man via trapphuset placerat mot gården i husets mitt. Bottenvåningen är anpassad till en modern bostadsstandard men äldre rumsindelning finns fortfarande kvar, bland annat en jungfrukammare väster om trapphuset. Förutom entréhallen är övervåningens interiör den bäst bibehållna. Rumsfilen mot gatan omfattar ett stort herrum mot väster följt av en något mindre salong samt matsal. Här finns spegeldörrar, övriga snickerier samt äldre fönster med lösa innerbågar bevarade. Innertaken är pappspända. Rumsfilen mot gården omfattar en mindre trappa och gästrum mot väster, följt av det stora trapphuset och kök med skåpinredning från 1950-talet samt ytterligare en matsal mot öster, här har fönstren bytts ut mot modernare kopplade bågar. I verandan i anslutning till trapphuset sitter dock de äldre fönstren kvar.

### Magasin
Magasinet utgörs av en lockpanelklädd faluröd stolpverksbyggnad i två våningar. Det har rödfärgade bräddörrar och vita tvåluftsfönster med diagonalspröjsning på bottenvåningen, en mindre körport mot gatan där vagnar kan rullas in vid i- och urlastning. På övervåningen tvåluftsfönster med vanlig spröjsning och tre rutor per båge på gavlarna, samt två träluckor på långsidan mot gårdens infart.
Bottenvåningen är indelad i flera utrymmen, bland annat vedbod. Övervåningen är ett enda stort förvaringsutrymme, med en lucka i golvet och en spelanordning för att hissa upp varor etcetera.

### Hantverkslänga
Hantverkslängan är en långsträckt faluröd timmerbyggnad i en och en halv våning. Huset ligger längs Kyrkogatan med ena kortsidan vänd mot Norra Långgatan och den andra mot bostadshuset. Större delen av byggnadens tak är täckt med skiffer. Huset är indelat i ett flertal utrymmen med separata entréer i form av brädklädda dörrar. Närmast Norra Långgatan inryms ett garage med portar mot gatan och tegeltäckt tak, därefter följer i tur och ordning en lagerlokal, en tvättstuga, pannrum samt en bostadslägenhet närmast huvudbyggnaden mot Södra Ågatan. Entrén till bostaden har en enkel förstukvist med skiffertäckt tak.